# Giro del Delfinato 1995
Il Giro del Delfinato 1995, quarantasettesima edizione della corsa, si svolse dal 4 all'11 giugno su un percorso di 1127 km ripartiti in 7 tappe più un cronoprologo, con partenza da Évian-les-Bains e arrivo a Chambéry. Fu vinto dallo spagnolo Miguel Indurain della Banesto davanti al britannico Chris Boardman e allo spagnolo Vicente Aparicio.

## Tappe
| Tappa  | Data      | Percorso                                                | km   | Vincitore di tappa | Leader cl. generale |
| ------ | --------- | ------------------------------------------------------- | ---- | ------------------ | ------------------- |
| Prol.  | 4 giugno  | Évian-les-Bains > Évian-les-Bains (cron. individuale)   | 6,7  | Chris Boardman     | Chris Boardman      |
| 1ª     | 5 giugno  | Évian-les-Bains > Montalieu                             | 225  | Andrei Tchmil      | Chris Boardman      |
| 2ª     | 6 giugno  | Charbonnières-les-Bains > Guilherand-Granges            | 173  | Wiebren Veenstra   | Chris Boardman      |
| 3ª     | 7 giugno  | Tain-l'Hermitage > Tain-l'Hermitage (cron. individuale) | 36,5 | Miguel Indurain    | Miguel Indurain     |
| 4ª     | 8 giugno  | Guilherand-Granges > Carpentras                         | 205  | Richard Virenque   | Miguel Indurain     |
| 5ª     | 9 giugno  | Avignone > Gap                                          | 198  | Gilles Talmant     | Miguel Indurain     |
| 6ª     | 10 giugno | Briançon > Vaujany                                      | 143  | Richard Virenque   | Miguel Indurain     |
| 7ª     | 11 giugno | Vaujany > Chambéry                                      | 164  | Fabian Jeker       | Miguel Indurain     |
| Totale | Totale    | Totale                                                  | 1127 |                    |                     |

## Dettagli delle tappe

### Prologo
- 4 giugno: Évian-les-Bains > Évian-les-Bains (cron. individuale) – 6,7 km

| Pos. | Corridore       | Squadra   | Tempo |
| ---- | --------------- | --------- | ----- |
| 1    | Chris Boardman  | Gan       | 8'20" |
| 2    | Thierry Marie   | Castorama | a 2"  |
| 3    | Miguel Indurain | Banesto   | a 10" |

| Pos. | Corridore       | Squadra   | Tempo |
| ---- | --------------- | --------- | ----- |
| 1    | Chris Boardman  | Gan       | 8'20" |
| 2    | Thierry Marie   | Castorama | a 2"  |
| 3    | Miguel Indurain | Banesto   | a 10" |

### 1ª tappa
- 5 giugno: Évian-les-Bains > Montalieu – 225 km

| Pos. | Corridore        | Squadra  | Tempo    |
| ---- | ---------------- | -------- | -------- |
| 1    | Andrei Tchmil    | Lotto    | 5h17'14" |
| 2    | Miguel Indurain  | Banesto  | s.t.     |
| 3    | Wiebren Veenstra | Motorola | s.t.     |

| Pos. | Corridore       | Squadra   | Tempo    |
| ---- | --------------- | --------- | -------- |
| 1    | Chris Boardman  | Gan       | 5h25'34" |
| 2    | Thierry Marie   | Castorama | a 2"     |
| 3    | Miguel Indurain | Banesto   | a 4"     |

### 2ª tappa
- 6 giugno: Charbonnières-les-Bains > Guilherand-Granges – 173 km

| Pos. | Corridore          | Squadra    | Tempo    |
| ---- | ------------------ | ---------- | -------- |
| 1    | Wiebren Veenstra   | Motorola   | 4h12'26" |
| 2    | Mauro Radaelli     | Brescialat | s.t.     |
| 3    | Gabriele Missaglia | Brescialat | a 1"     |

| Pos. | Corridore       | Squadra   | Tempo    |
| ---- | --------------- | --------- | -------- |
| 1    | Chris Boardman  | Gan       | 9h38'01" |
| 2    | Thierry Marie   | Castorama | a 1"     |
| 3    | Miguel Indurain | Banesto   | a 4"     |

### 3ª tappa
- 7 giugno: Tain-l'Hermitage > Tain-l'Hermitage (cron. individuale) – 36,5 km

| Pos. | Corridore       | Squadra   | Tempo   |
| ---- | --------------- | --------- | ------- |
| 1    | Miguel Indurain | Banesto   | 44'41"  |
| 2    | Chris Boardman  | Gan       | a 1'08" |
| 3    | Thierry Marie   | Castorama | a 1'55" |

| Pos. | Corridore       | Squadra   | Tempo     |
| ---- | --------------- | --------- | --------- |
| 1    | Miguel Indurain | Banesto   | 10h22'46" |
| 2    | Chris Boardman  | Gan       | a 1'04"   |
| 3    | Thierry Marie   | Castorama | a 1'52"   |

### 4ª tappa
- 8 giugno: Guilherand-Granges > Carpentras – 205 km

| Pos. | Corridore        | Squadra       | Tempo    |
| ---- | ---------------- | ------------- | -------- |
| 1    | Richard Virenque | Festina-Lotus | 5h07'44" |
| 2    | Álvaro Mejía     | Motorola      | s.t.     |
| 3    | Miguel Indurain  | Banesto       | s.t.     |

| Pos. | Corridore        | Squadra | Tempo     |
| ---- | ---------------- | ------- | --------- |
| 1    | Miguel Indurain  | Banesto | 15h30'30" |
| 2    | Chris Boardman   | Gan     | a 2'21"   |
| 3    | Vicente Aparicio | Banesto | a 3'39"   |

### 5ª tappa
- 9 giugno: Avignone > Gap – 198 km

| Pos. | Corridore              | Squadra       | Tempo    |
| ---- | ---------------------- | ------------- | -------- |
| 1    | Gilles Talmant         | Castorama     | 5h00'54" |
| 2    | Jean-Cyril Robin       | Festina-Lotus | s.t.     |
| 3    | Ramón González Arrieta | Banesto       | s.t.     |

| Pos. | Corridore        | Squadra | Tempo     |
| ---- | ---------------- | ------- | --------- |
| 1    | Miguel Indurain  | Banesto | 20h32'39" |
| 2    | Chris Boardman   | Gan     | a 2'21"   |
| 3    | Vicente Aparicio | Banesto | a 3'39"   |

### 6ª tappa
- 10 giugno: Briançon > Vaujany – 143 km

| Pos. | Corridore        | Squadra       | Tempo    |
| ---- | ---------------- | ------------- | -------- |
| 1    | Richard Virenque | Festina-Lotus | 4h15'22" |
| 2    | Jean-Cyril Robin | Festina-Lotus | s.t.     |
| 3    | Miguel Indurain  | Banesto       | s.t.     |

| Pos. | Corridore        | Squadra | Tempo     |
| ---- | ---------------- | ------- | --------- |
| 1    | Miguel Indurain  | Banesto | 24h48'01" |
| 2    | Chris Boardman   | Gan     | a 2'21"   |
| 3    | Vicente Aparicio | Banesto | a 3'39"   |

### 7ª tappa
- 11 giugno: Vaujany > Chambéry – 164 km

| Pos. | Corridore        | Squadra       | Tempo    |
| ---- | ---------------- | ------------- | -------- |
| 1    | Fabian Jeker     | Festina-Lotus | 4h03'31" |
| 2    | Chris Boardman   | Gan           | s.t.     |
| 3    | Richard Virenque | Festina-Lotus | s.t.     |

| Pos. | Corridore        | Squadra | Tempo     |
| ---- | ---------------- | ------- | --------- |
| 1    | Miguel Indurain  | Banesto | 28h51'32" |
| 2    | Chris Boardman   | Gan     | a 2'21"   |
| 3    | Vicente Aparicio | Banesto | a 3'39"   |

## Classifiche finali

### Classifica generale
| Pos. | Corridore        | Squadra          | Tempo     |
| ---- | ---------------- | ---------------- | --------- |
| 1    | Miguel Indurain  | Banesto          | 28h51'32" |
| 2    | Chris Boardman   | Gan              | a 2'21"   |
| 3    | Vicente Aparicio | Banesto          | a 3'39"   |
| 4    | Richard Virenque | Festina-Lotus    | a 3'54"   |
| 5    | Jean-Cyril Robin | Festina-Lotus    | a 4'06"   |
| 6    | Carmelo Miranda  | Banesto          | a 6'43"   |
| 7    | Miguel Arroyo    | Chazal-MBK-Konig | a 7'21"   |
| 8    | Álvaro Mejía     | Motorola         | a 8'20"   |
| 9    | Andrea Peron     | Motorola         | a 9'22"   |
| 10   | Thierry Laurent  | Castorama        | s.t.      |